# NGC 7595
NGC 7595 este o galaxie situată în constelația Pegas. A fost descoperită în 1880 de către .